# NUT (studio)
Pour les articles homonymes, voir Nut.
NUT Inc. (株式会社ナット, Kabushiki gaisha Natto) est un studio d'animation japonaise situé à Suginami dans la préfecture de Tokyo, au Japon, fondée en 2017.

## Productions

### Séries télévisées
| Année | Titre                              | Chaîne d'origine     | Dates de 1re diffusion | Dates de 1re diffusion | Nb. éps. | Notes                                                                                       |
| Année | Titre                              | Chaîne d'origine     | Début                  | Fin                    | Nb. éps. | Notes                                                                                       |
| ----- | ---------------------------------- | -------------------- | ---------------------- | ---------------------- | -------- | ------------------------------------------------------------------------------------------- |
| 2017  | Yōjo Senki: Saga of Tanya the Evil | AT-X                 | 6 janvier 2017         | 31 mars 2017           | 12       | Basée sur la série de light novel écrite par Carlo Zen et illustrée par Shinobu Shinotsuki. |
| 2018  | FLCL Alternative                   | Adult Swim (Toonami) | 8 septembre 2018       | 13 octobre 2018        | 6        | Suite de FLCL Progressive ; coproduite avec Production I.G et Revoroot.                     |
| 2020  | Deca-Dence                         | AT-X                 | 8 juillet 2020         | 23 septembre 2020      | 12       | Scénario original.                                                                          |

### Films
| Année | Titre                             | Date de sortie  | Notes                                                |
| ----- | --------------------------------- | --------------- | ---------------------------------------------------- |
| 2019  | Saga of Tanya the Evil: The Movie | 8 février 2019  | Suite de Yōjo Senki: Saga of Tanya the Evil.         |
| 2019  | Blue Giant                        | 17 février 2023 | Adaptation du manga Blue Giant de Shin'ichi Ishizuka |